# Remispora stellata
Remispora stellata är en svampart som beskrevs av Kohlm. 1960. Remispora stellata ingår i släktet Remispora och familjen Halosphaeriaceae.   Inga underarter finns listade i Catalogue of Life.